# مجلة الإحصاء التربوي والسلوكي
مجلة الإحصاء التربوي والسلوكي، هي مجلة أكاديمية تمت مراجعتها من قبل الأقران وتنشرها مشورات (اس أي جي إي) نيابة عن الجمعية الأمريكية للبحوث التربوية والجمعية الإحصائية الأمريكية.ويغطي الأساليب الإحصائية والإحصاءات التطبيقية في العلوم التربوية والسلوكية.تأسست المجلة عام 1976 تحت اسم مجلة الإحصاء التربوي وحصلت على اسمها الحالي عام 1994.محررا المجلة هما لي كاي (جامعة كاليفورنيا،لوس أنجلوس) ودانييل ماكافري (خدمة الاختبارات التعليمية).

## بيان المهمة
توفر مجلة الإحصاء التربوي والسلوكي(جي أي بي اس)منفذًا للأوراق البحثية الأصلية والمفيدة لأولئك الذين يطبقون الأساليب الإحصائية على المشكلات والقضايا في البحوث التربوية أو السلوكية.ستقدم الأوراق النموذجية طرقًا جديدة للتحليل.بالإضافة إلى ذلك، سيتم نشر المراجعات النقدية للممارسة الحالية، والعروض التقديمية التعليمية للطرق الأقل شهرة، والتطبيقات الجديدة للطرق المعروفة بالفعل.الأوراق التي تناقش التقنيات الإحصائية دون اهتمام تعليمي أو سلوكي محدد سيكون لها أولوية أقل.

## الاستخلاص والفهرسة
تم تلخيص مجلة الإحصاء التربوي والسلوكي وفهرستها ضمن قواعد بيانات أخرى، سكوبس وفهرس الاستشهادات في العلوم الاجتماعية.وفقًا لتقارير تقارير الاقتباس من المجلة، فإن عامل التأثير للمجلة لعام 2017 يبلغ 2.233.

## روابط خارجية
- الموقع الرسمي